# مانويل بوستوس
مانويل بوستوس (بالإسبانية: Manuel Bustos)‏ هو لاعب كرة قدم أرجنتيني، ولد في 9 سبتمبر 1992 في سانتا في في الأرجنتين. لعب مع أتليتيكو رافائيلا.

## وصلات خارجية
- مانويل بوستوس على موقع قاعدة بيانات كرة القدم.إي يو (الإنجليزية)
- مانويل بوستوس على موقع Soccerway.com (الإنجليزية)